# Janusz Bieszk
Janusz Bieszk (ur. 25 grudnia 1948 w Wejherowie) – polski pisarz, popularyzator pseudonaukowej koncepcji Imperium Lechitów. Z zawodu ekonomista.

## Życiorys
W 1967 roku ukończył Technikum Ekonomiczne w Gdyni. Zaocznie studiował na Wydziale Ekonomiki Transportu Uniwersytetu Gdańskiego, w 1972 roku uzyskał dyplom ukończenia wyższych studiów zawodowych, a w 1975 tytuł magistra ekonomii. W 1973 roku rozpoczął pracę w Przedsiębiorstwie Handlu Zagranicznego „Baltona” w Gdyni. W tym samym roku przystąpił do Polskiej Zjednoczonej Partii Robotniczej. Na przełomie 1975 i 1976 został zwerbowany na współpracownika wywiadu Ludowego Wojska Polskiego o pseudonimie „Henryk”. Uczęszczał do Wieczorowego Uniwersytetu Marksizmu-Leninizmu przy Komitecie Wojewódzkim Polskiej Zjednoczonej Partii Robotniczej w Gdańsku, który ukończył w 1977 roku.
W latach 80. pracował na kierowniczych stanowiskach w różnych przedsiębiorstwach handlowych, w latach 1984–1988 pełnił obowiązki dyrektora naczelnego Przedsiębiorstwa Handlu Zagranicznego „Baltona”. Wyrażał się pozytywnie o wprowadzeniu stanu wojennego w Polsce. W 1984 roku wywiad wojskowy przerwał współpracę z Bieszkiem. W 1986 roku ukończył Wojewódzką Szkołę Partyjną przy Komitecie Wojewódzkim Polskiej Zjednoczonej Partii Robotniczej w Gdańsku. W styczniu 1989 roku objął stanowisko radcy handlowego ambasady PRL w Meksyku.
W 2010 roku wydał Zamki państwa krzyżackiego w Polsce, a w 2014 Cywilizacje kosmiczne na Ziemi.

### Imperium Lechitów
Głoszone drukiem przez Bieszka poglądy na temat Imperium Lechitów stanowią rozwinięcie i uporządkowanie poglądów, głoszonych przez Pawła Szydłowskiego, popularyzującego tę koncepcję w serwisie YouTube. Bieszk nie pojawia się w mediach, nie bierze udziału w spotkaniach autorskich oraz nie prowadzi autorskiego kanału na YouTube, jednak gościnnie występuje na filmach innych propagatorów Imperium Lechitów. Koncepcje Szydłowskiego i Bieszka rozwinęli inni zwolennicy istnienia Imperium Lechitów.
W 2015 roku nakładem wydawnictwa Bellona wydał książkę pt. Słowiańscy królowie Lechii. Polska starożytna. Zdaniem autora praca ma na celu zaprezentowanie alternatywnej historii Polski, sprzecznej ze współczesną historiografią. W książce Bieszk pisze, że najstarszym osiadłym ludem w Europie byli Słowianie, którzy osiedlili się jeszcze przed powstaniem m.in. cywilizacji Sumerów. Ariowie-Słowianie mieli stworzyć Imperium (nazywane również Wielką Lechią), będące jakoby jednym z największych mocarstw w starożytności i wczesnym średniowieczu. Mieszkańcy Imperium mieli posługiwać się jednym językiem, łączyć rytuały pogańskie i chrześcijańskie w obrządku słowiańskim, cenić ustrój demokratyczny oraz odrzucać niewolnictwo. Zdaniem Bieszka Bolesław I Chrobry miał w 1000 roku być koronowany na cesarza Lechitów. Pod wpływem spisku władców zachodniej Europy Imperium miało upaść, a wszelkie ślady o nim miały zostać zatarte. Według Bieszka za fałszerstwa historyczne odpowiadają zaborcy Polski oraz Kościół katolicki. 
Książka wzbudziła kontrowersje. Początkowo na forach, blogach oraz w amatorskich recenzjach pojawiały się bezkrytyczne opinie na temat Słowiańskich królów Lechii, z czasem pojawiły się również głosy krytyczne do owej publikacji. Pomimo tego, że książka jest sprzeczna z badaniami archeologicznymi i historycznymi, poglądy Bieszka zostały pozytywnie przyjęte przez jego naśladowców lub wyznawców, nazywanych „turbosłowianami” bądź „turbolechitami”. Sama książka znalazła się w pierwszej dziesiątce bestsellerów Empiku w kategorii historia oraz przyczyniła się do pojawienia się na rynku kolejnych publikacji poświęconych Imperium Lechitów. Wydanie książki zbiegło się w czasie z obchodami 1050-lecia chrztu Polski. Publikacja ta uchodzi za jeden z ostatnich akcentów idei neopogańskiej w Polsce.
W następnych latach wydał kolejne książki poświęcone Wielkiej Lechii: Chrześcijańscy królowie Lechii. Polska średniowieczna (2016), Królowie Lechii i Lechici w dziejach (2017), Starożytne Królestwo Lehii. Kolejne dowody (2019), Prokosz: Kronika Słowiańsko-Sarmacka (2021), Monety, medale i statery królestwa Lehii (2023). Z czasem w swoich publikacjach Bieszk zmienił pisownię „Lechii” na „Lehię”.
Stosunek nauki do tez Bieszka jest zdecydowanie krytyczny. Jego poglądy krytykowali m.in. popularyzator historii i autor bloga Sigilum Authenticum historyk Artur Wójcik, historyk, socjolog i dziennikarz Roman Żuchowicz, semiotyk kultury Marcin Napiórkowski oraz związany z Uniwersytetem Jagiellońskim archeolog latynoamerykanista Michał Wasilewski.